# Tatuaje de Polinesia

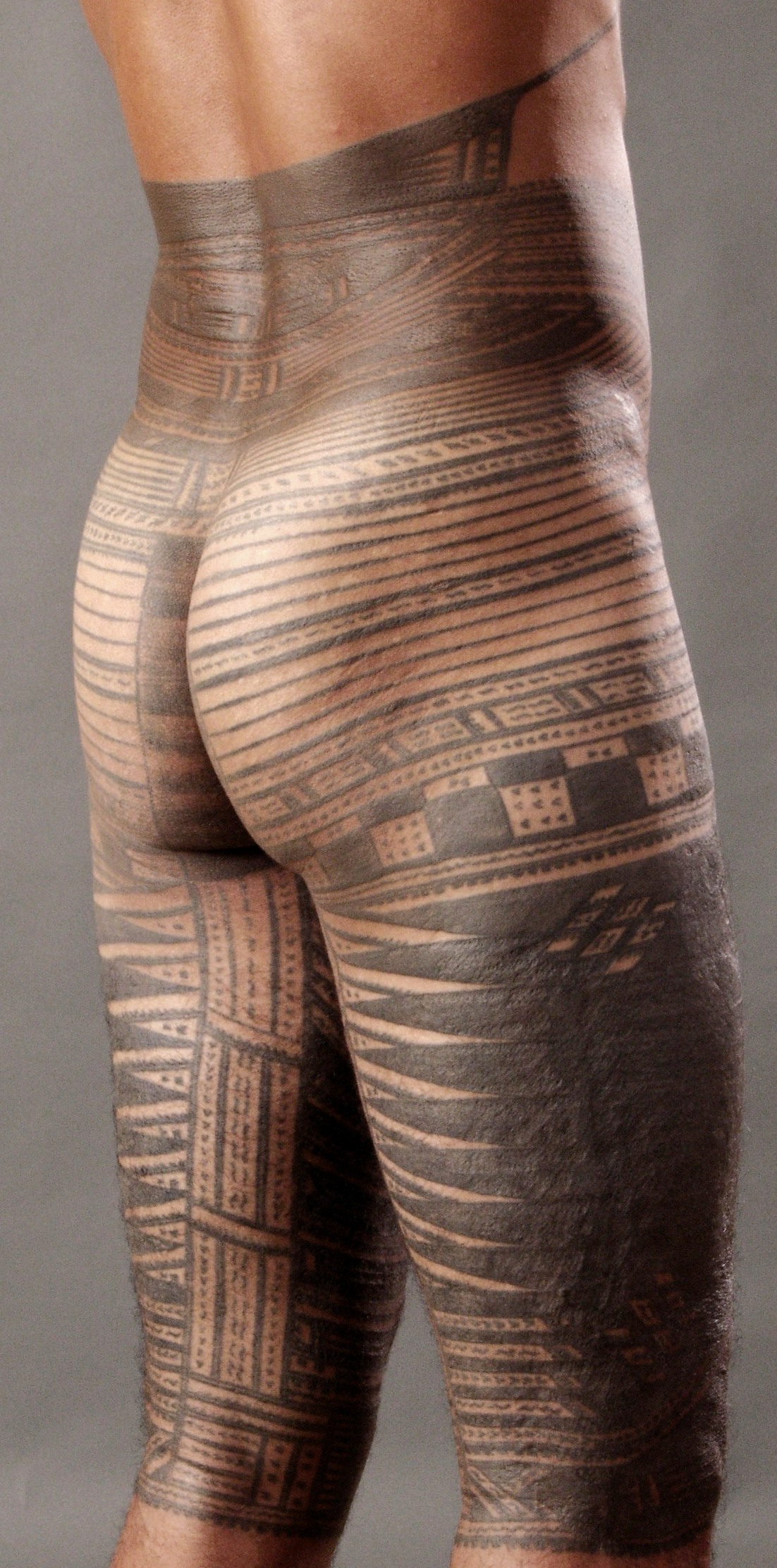
Un tatuaje masculino samoano tradicional desde la cintura hasta debajo de las rodillas visto desde el costado y la espalda.

El tatuaje de Polinesia, practicado históricamente y hoy en día difundido por todo el mundo, tiene varios orígenes. De hecho, el arte del tatuaje está intrínsecamente vinculado a la cultura polinesia. Traduce «la parte más profunda del hombre». En las Islas Marquesas, por ejemplo, «es la piel la que hace al Enata (hombre),  lo que le hace humano, mortal y no simplemente espiritual».  Es su imagen y la expresión de su identidad las que reflejan el pasado, y revelan el futuro de un linaje que se remonta a los albores del tiempo. El tatuaje había sido transmitido por los ancianos, ancestros divinizados, y uno tenía que ser digno de él, físicamente preparado para ello. Desviar este arte y sus motivos, de su destino original, era arriesgar su coraje. La historia del tatuaje es muy difícil de rastrear, porque incluso si se trata de una práctica ancestral, todavía no se puede localizar con precisión en el tiempo.

## Etimología
El origen de la palabra tatuaje proviene de Oceanía. De hecho, fue el capitán británico James Cook, a finales del siglo XVIII, quien trajo de vuelta el término tatuaje de sus viajes a la Polinesia. La palabra tatuaje es común en muchas culturas polinesias. En el idioma tahitiano significa «golpear», que a su vez deriva de la expresión "Ta-Atua", una combinación de la raíz "Ta", literalmente dibujo escrito en la piel», y la palabra "Atua", que significa espíritu. Fue en 1769 cuando la palabra tatuaje entró en el lenguaje cotidiano, y en 1858 la palabra fue oficialmente «franquiciada» y por lo tanto apareció en el Diccionario de la lengua francesa, por Émile Littré.

## Leyenda
Según la leyenda de la Polinesia, los tatuajes son de origen divino. De hecho, durante el Po (período oscuro), la práctica del tatuaje fue supuestamente creada por los dos hijos del dios Ta'aroa: Mata Mata Arahu y Tu Ra'i Po. Los dos hermanos formaban parte de un grupo de artesanos que también incluía a otro dios, el de la habilidad, y a Hina Ere Ere Manua, hija del primer hombre. Cuando Hina Ere Ere Manua se convirtió en una pahio (mujer joven), los dos dioses se enamoraron de ella. Para seducirla, inventaron el tatuaje, se decoraron con un motivo llamado Tao Maro Mata y lograron sacar a la niña del lugar donde había estado encerrada desde que se había convertido en una mujer joven, porque ella también estaba impulsada por el deseo de evitar la vigilancia de su «prisión» para hacerse un tatuaje.
Así es como nació el tatuaje en la Polinesia. Esta práctica fue usada primero por los dos hijos del dios Ta'aroa, luego ellos transmitieron su conocimiento a hombres que encontraron esta práctica muy interesante y la usaron en abundancia. Los dos hermanos Mata Mata Arahu y Tu Ra'i Po se convirtieron en los dioses del tatuaje.

## Historia del tatuaje

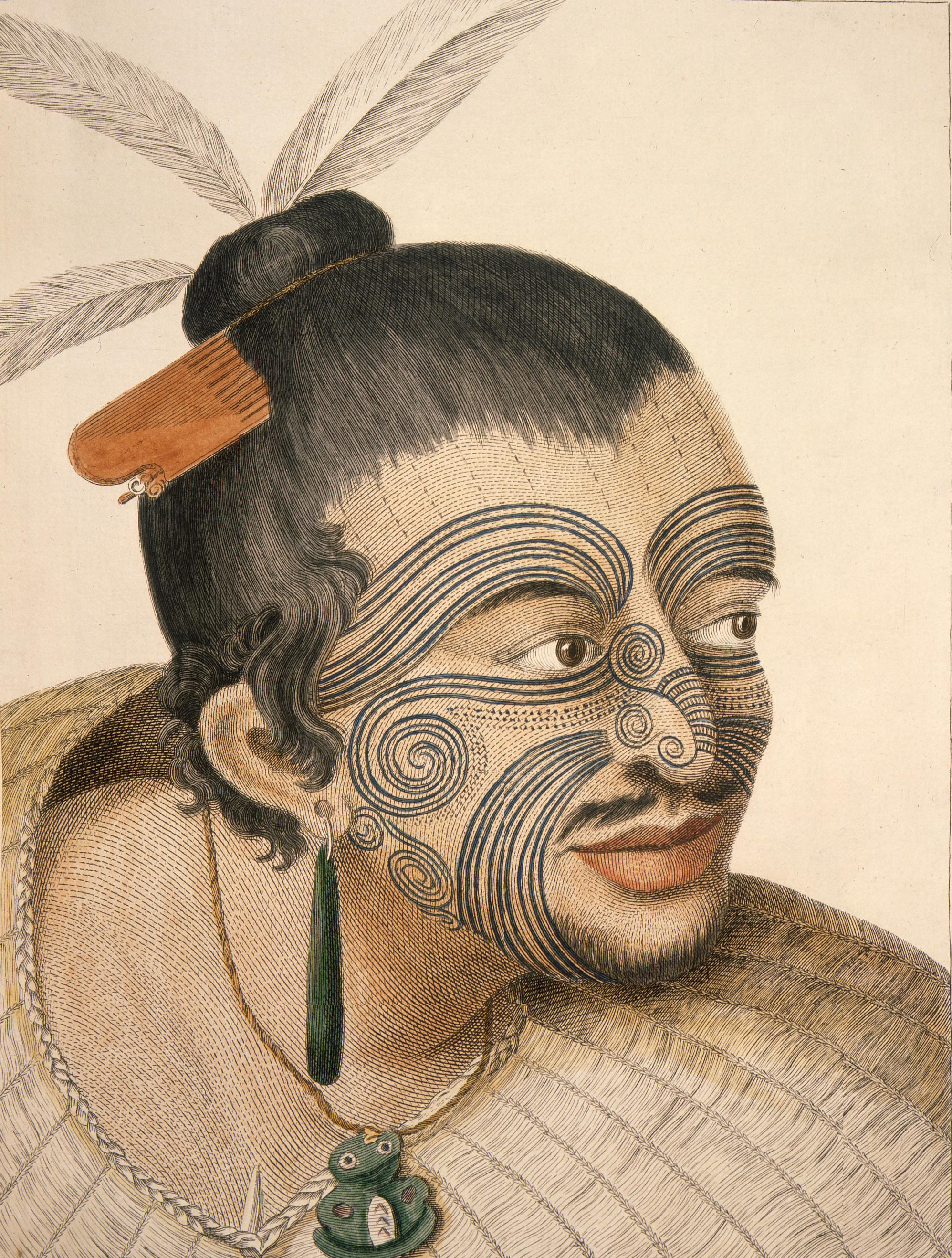
Dibujo de un líder maorí, 1784 tras el primer viaje del capitán James Cook a Nueva Zelanda.

Antes de la llegada de los misioneros, los polinesios no utilizaban el lenguaje escrito, transmitiendo sus conocimientos oralmente. Los motivos simbólicos de los tatuajes en el cuerpo se utilizaban para expresar la identidad y la personalidad de una persona. También indicaban el rango social en la jerarquía, la madurez sexual o la genealogía. El arte del tatuaje fue considerado por los polinesios como tabú (sagrado) . y reservado únicamente para los iniciados. Tradicionalmente se reservaba principalmente para las clases altas -jefes tribales-.

### Rito de iniciación
El tatuaje permitió una valoración del individuo y le sigue toda su vida a lo largo de su carrera. Es en la adolescencia, cuando el niño o niña abandona la infancia para convertirse en hombre o mujer que se inicia este proceso de formación. El individuo se identifica así con la comunidad a la que pertenece, por razones que lo representan mejor como persona. A estos primeros símbolos se añadían otros a medida que avanzaba la evolución del individuo y la madurez social.

### Rango social
Cuanto más tatuado estaba el hombre, mayor era su prestigio. Estar tatuado era un signo de fuerza, poder y riqueza para el individuo. Por lo tanto, se podían observar los tatuajes más elaborados en los guerreros o los líderes. Los individuos no tatuados fueron despreciados, mientras que aquellos que estaban totalmente tatuados de pies a cabeza podían disfrutar de un gran prestigio.

### Diferencia entre hombres y mujeres
El hombre y la mujer no llevan los mismos tatuajes. De hecho, los de las mujeres son menos ornamentados, pero son más elegantes y mejor ejecutados que los de los hombres. Llevan sus tatuajes como adornos. Los tatuajes de las mujeres son menos extensos que los de los hombres y se limitan a las extremidades como las manos, los pies, los labios; únicamente las mujeres de alto rango -la esposa de un líder-  podían haberse tatuado los muslos y los glúteos. Los hombres tienen sus cuerpos completamente tatuados, únicamente se  respetaba la cara, con la excepción de algunos guerreros o sacerdotes que llevaban emblemas particulares en la frente o en los labios.

### Renacimiento de una tradición polinesia perdida

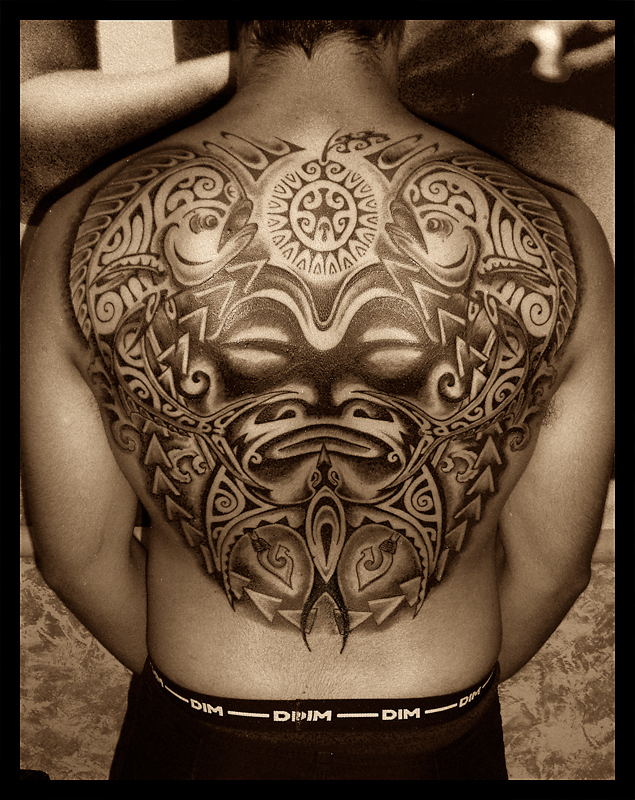
"Ocean Spirit". Vuelta al diseño gráfico polinesio moderno de Manu Farrarons.

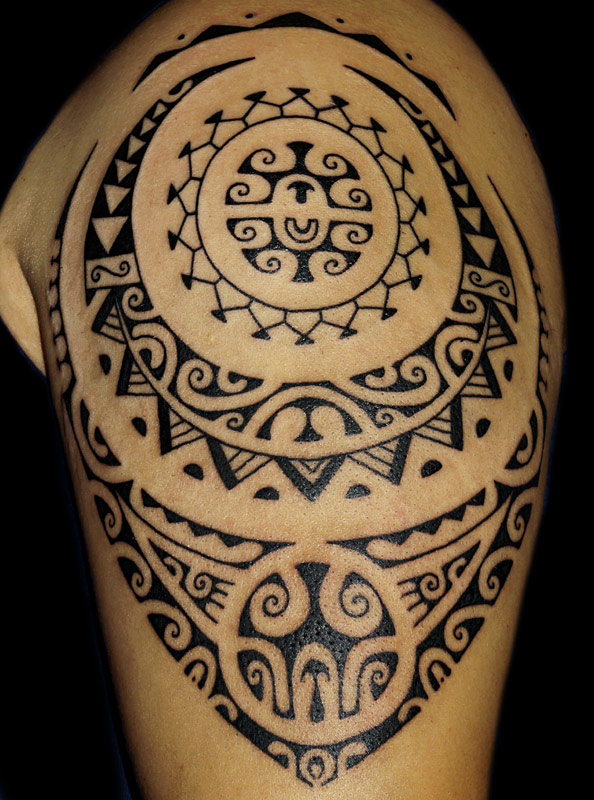
Tatuaje realizado por el tahitiano Manu Farrarons.

Poco después del descubrimiento de la Polinesia por los misioneros en 1797, el arte del tatuaje fue prohibido. De hecho, este arte fue considerado por los misioneros como «bárbaro» debido a las técnicas de la época en que se usaban dientes de tiburón o huesos tallados para tatuar. Así que desapareció durante más de 150 años. Sin embargo, el tatuaje polinesio fue redescubierto gracias a las notas y bocetos del misionero alemán Karl Von Steinen, que había hecho más de 400 esquemas de tatuajes polinesios. Este descubrimiento permitió a algunos pioneros rehabilitar los tatuajes polinesios durante la década de 1980, con motivo de las celebraciones de Tiurai, festivales culturales polinesios.

## Técnicas y herramientas

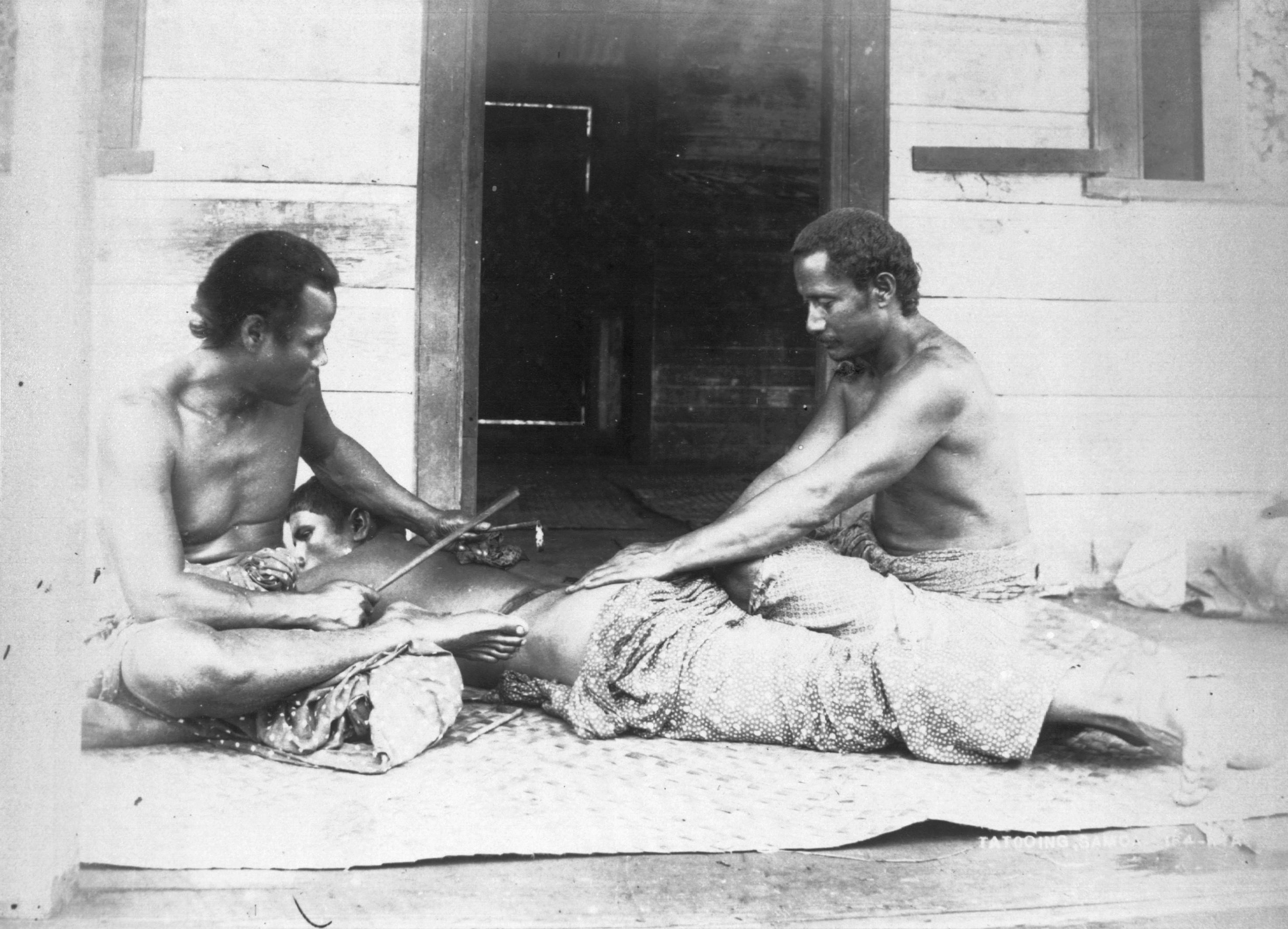
Tatuador samoano usando herramientas tradicionales, hacia 1895. Fotografía de Thomas Andrew (1855-1939).

Las herramientas tradicionales de tatuaje consistían en un peine con dientes de hueso o concha de tortuga unidos a un mango de madera. Los dientes estaban empapados en tinta a base de carbón de nogal diluido en aceite o agua.
En el pasado, para tatuar, se introducía debajo de la piel el hollín de una madera calcinada mantenida en la cáscara seca de un coco.  Para obtener esta tia iri (tintura tahitiana), los granos de coco fueron quemados y diluidos en agua tibia o aceite de coco cuando se iban a usar. El tia iri fue insertado en la piel con un diente o concha de tiburón adherido a la punta de un "TA" (pequeño palo tahitiano), que era golpeado en pequeños golpes con un mazo, causando que la piel fuera cortada y que la tinta penetrara.  El maestro tatuador siempre llevaba en la otra mano una pequeña pieza de tejido de tapa. Siempre guardaba sus instrumentos en una caja de bambú cubierta con una tapa. Los asistentes le ayudaban a sostener a la persona tatuada y a tensar la piel. De vez en cuando, los asistentes acompañaban este rito con cantos apropiados. Esta operación era larga y dolorosa. La práctica del tatuaje con herramientas tradicionales fue prohibida en 1986 por el Ministerio de Salud debido a la mala higiene de las herramientas hechas de madera y hueso y por lo tanto mal esterilizadas.

## Tatuaje polinesio  en elsigloXXI

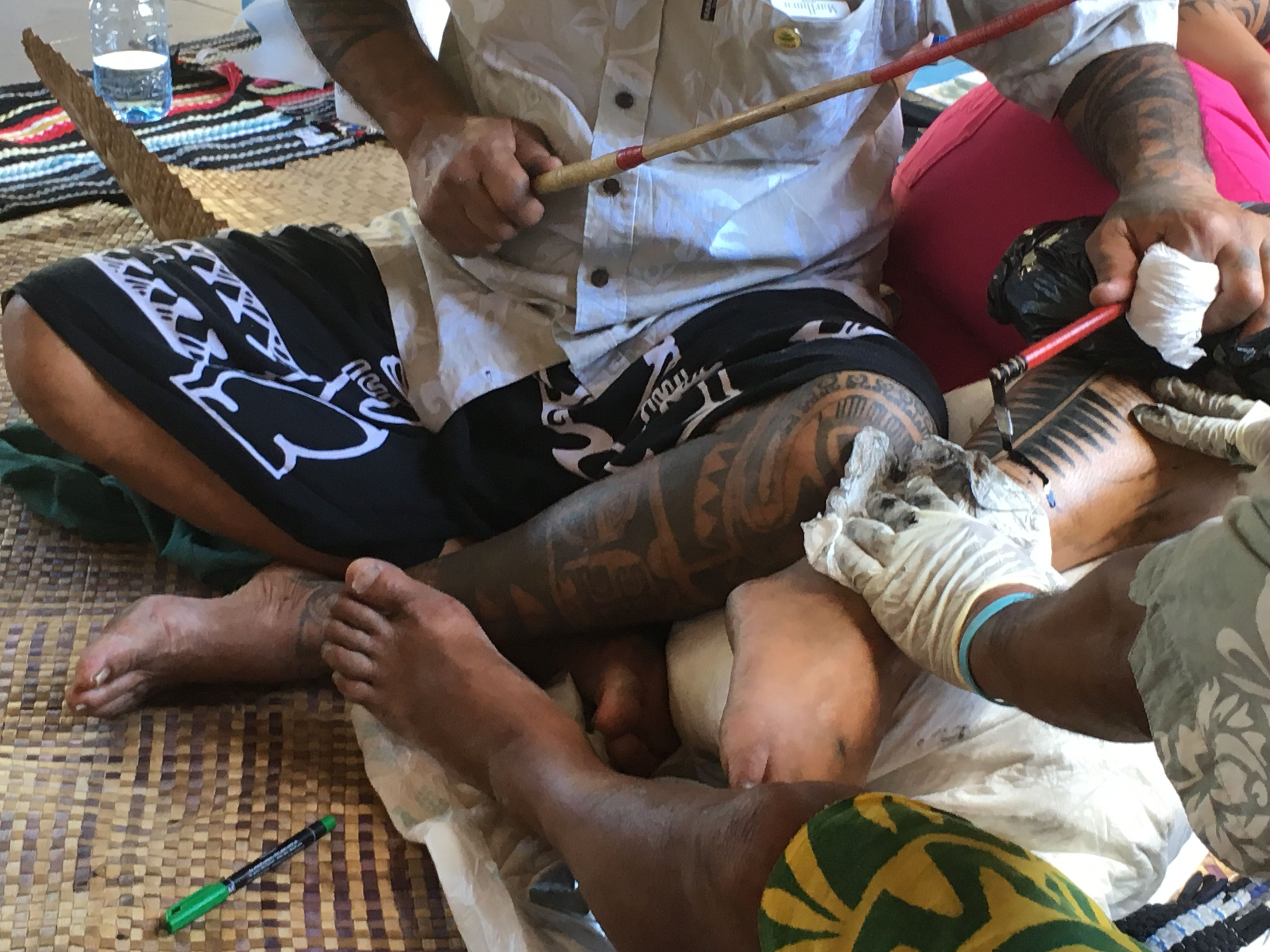
Tatuaje tradicional.

El tatuaje polinesio se está volviendo cada vez más popular entre los jóvenes polinesios que todavía buscan un retorno a los valores culturales y tradicionales. Consideran el tatuaje polinesio como una marca de una identidad reencontrada. Hoy en día, cada vez más artistas del tatuaje están adoptando el estilo polinesio. Algunos prefieren el lado estético; otros, el lado simbólico. Cabe señalar que es principalmente el tatuaje marquesano el que más a menudo se encuentra en los diseños presentados por los artistas del tatuaje, porque los tatuajes tahitianos se confunden con los tatuajes marquesanos; los diseños son similares, mientras que en el pasado no era el caso. La moda de los tatuajes polinesios ha proliferado desde los años ochenta hasta hoy y ahora es posible conseguir un tatuaje con un patrón polinesio de cualquier artista del tatuaje en el mundo.